# Trezzo-Brücke

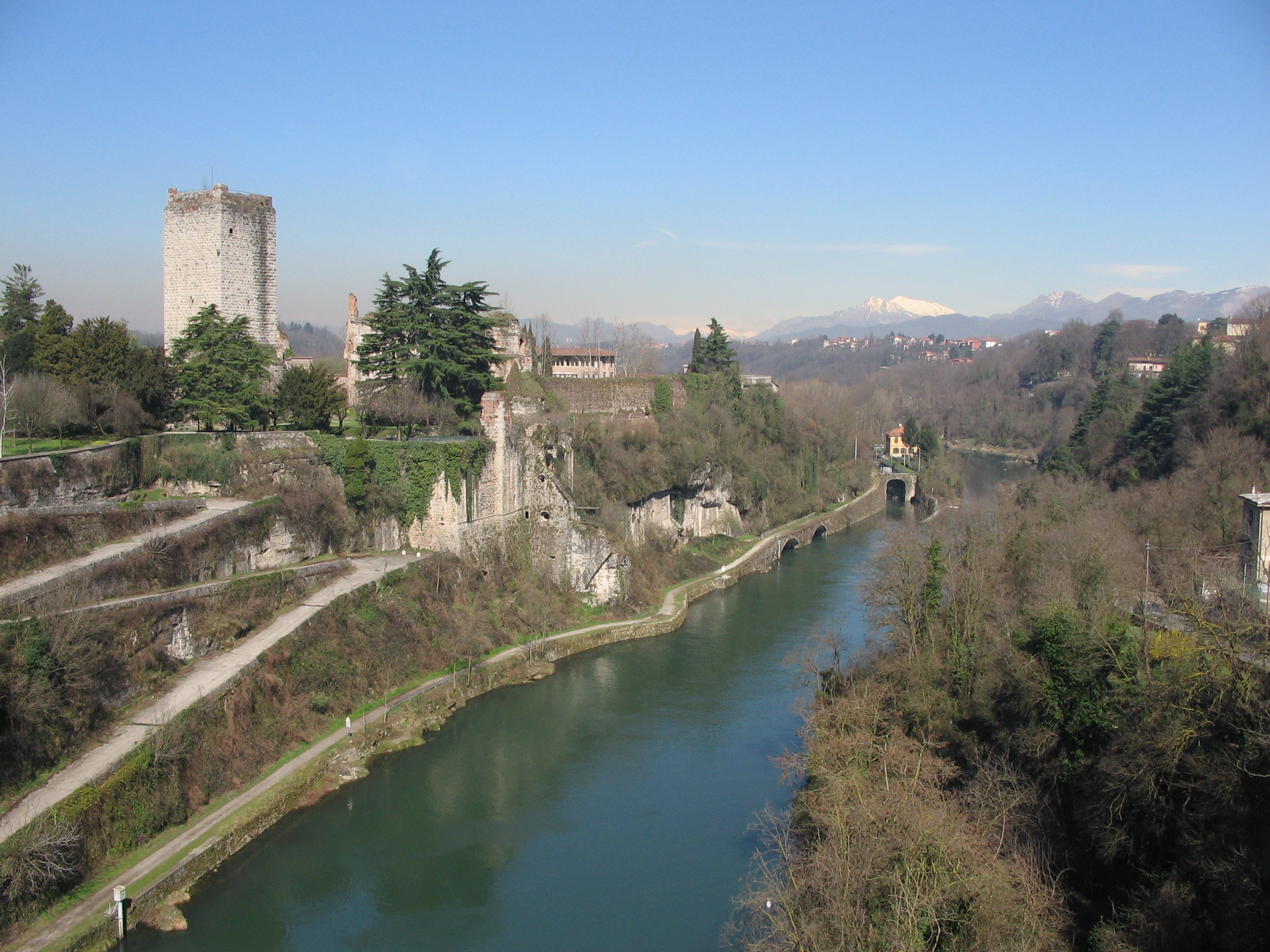
Die Trezzo-Brücke verband die Visconti-Feste mit dem gegenüberliegenden Ufer. Links zu sehen ein Widerlager mitsamt Bogenansatz.

Die Trezzo-Brücke oder Trezzo-sull’Adda-Brücke war eine mittelalterliche Brücke in der Ortschaft Trezzo sull’Adda in der Lombardei (Italien), die von 1377 bis 1416 bestand.
Die 1377 fertiggestellte Einbogenbrücke hielt bis zum einsetzenden Industriezeitalter den Rekord für die größte Spannweite der Welt (72 m), im Steinbrückenbau blieb sie sogar bis Beginn des 20. Jahrhunderts unübertroffen.
Die Trezzo-Brücke wurde von 1370 bis 1377 im Auftrag des Herrn von Mailand Bernabò Visconti errichtet. Sie diente als Zugang zu einer Visconti-Burg über den Fluss Adda und war mit Türmen bewehrt. Bereits 1416 wurde sie während einer Belagerung durch Schwächung eines der Brückenwiderlager absichtlich zum Einsturz gebracht.
Der einzige Bogen der Brücke hatte eine Spannweite von 72 m, anderen Quellen zufolge sollen es sogar 76 m gewesen sein. Damit übertraf die Trezzo-Brücke den zweitgrößten vorindustriellen Brückenbogen, die Pont de Vieille-Brioude, um beinahe 18 m. Die Pfeilhöhe des Segmentbogens lag bei ca. 21 m (Überhöhung von 3,4:1). Die Gewölbestärke betrug, gemessen an den Kämpfersteinen, lediglich 2,25 m, was einem vorteilhaften Verhältnis von Bogendicke zu Spannweite von nur 1/32 entsprach. Die Breite der Sandsteinbrücke belief sich auf knapp 9 m. Heutzutage sind am Flussufer noch die beiden Widerlager mit ihren Bogenansätzen erkennbar.
Erst 1796, nach Einführung der Metallbauweise, konnte wieder dieselbe Spannweite beim Bau der englischen Wearmouth-Brücke (72 m) erreicht werden. Im Steinbogenbau sollten die Dimensionen des Visconti-Baus sogar erst durch die Adolphe-Brücke in Luxemburg 1903 überboten werden.

## Nachweise
1. 1 2 3 4 5 6 7 8 9 10  Hans Straub et al. (1992), S. 79f.
2. 1 2  Donald Hill (1984), S. 72
3. 1 2  Ervan G. Garrison (1999), S. 123
4. ↑  Leonardo Fernández Troyano (2003), S. 93
5. 1 2  M. G. Lay, James E. Vance (1992), S. 268
6. ↑  Leonardo Fernández Troyano (2003), S. 116
7. ↑  Colin O’Connor (1993), S. 188
8. ↑  Leonardo Fernández Troyano (2003), S. 49

Koordinaten: 45° 36′ 43,5″ N, 9° 31′ 25″ O